# Adolf Giesen (Schriftsteller)
Adolf Giesen (* 23. April 1902 in Oppum; † 2. März 1945 in Lank-Latum) war ein deutscher Schriftsteller.

## Leben
Adolf Giesen absolvierte ein Studium an der Universität Köln und promovierte dort 1929 mit einer Arbeit über den Kölner Romantiker Eberhard von Groote zum Doktor der Philosophie. Ab 1933 gab er die historische Reihe Krefelder Archiv heraus. Giesen fiel in der Schlussphase des Zweiten Weltkriegs bei Kämpfen am Niederrhein. Adolf Giesens literarisches Werk besteht vorwiegend aus Gedichten.
Er war Mitglied der katholischen Studentenverbindung KDStV Rappoltstein (Straßburg) Köln im CV.

## Werke
- Eberhard von Groote, Gladbach-Rheydt 1929
- Gib uns die Erde, Duisburg 1933
- Die Mitte, Krefeld 1934
- Der rote Hauch, Krefeld 1938
- Vor der Heimkehr des verlorenen Sohnes, Krefeld 1941
- Die Botschaft des Zeltes, Krefeld 1955

## Herausgeberschaft
- Holzschnitte niederrheinischer Künstler, Krefeld 1934
- Die Krähe, Krefeld 1934